# Jan Ivarsson
Jan Ivarsson (* 1931) ist ein schwedischer Übersetzungswissenschaftler, der im Besonderen auf dem Gebiet der audiovisuellen Übersetzung tätig ist. 

## Leben
Ivarsson studierte Mathematik und Physik, Literatur, skandinavische Sprachen und Englisch an der Universität Uppsala. Er leitete dort das studentische Theater und arbeitete später am Stadttheater. Von 1960 bis 1963 war er an der Christian-Albrechts-Universität zu Kiel und von 1963 bis 1970 an der Sorbonne in Paris als Dozent für die schwedische Sprache und Literatur tätig. Er lehrte ebenfalls an der École Supérieure d'Interprètes et de Traducteurs von 1965 bis 1970. Ivarsson entwarf Bühnenstücke und konzipierte die Lichttechnik an verschiedenen Pariser Theatern. Von 1970 bis 1978 war er Generalsekretär des schwedischen Kulturzentrums in Paris.
Nach der Rückkehr nach Schweden im Jahr 1978 arbeitete er als Fernseh- und Filmuntertitler in Stockholm, vorrangig für den schwedischen Fernsehsender Sveriges Television (SVT). Dort wurde er später zum Programmchef, mit Schwerpunkt auf dem Genre Drama. Er arbeitete zusammen mit ScanTitling/Cavena am SVT zu großen Teilen an einem neuen, computerunterstützten und auf Timecodes abgestimmten Untertitelsystem. 1995 ging Ivarsson in den Ruhestand und zog an den Küstenort Simrishamn im Süden Schwedens, wo er weiterhin als freiberuflicher Übersetzer und Untertitler arbeitet.

## Wirken
Zu Ivarssons Fachgebieten gehören die Übersetzung von Lyrik, Theaterstücken und  Sachbüchern aus dem Französischen, Deutschen und Englischen ins Schwedische sowie verschiedene Fernsehsendungen. 1992 veröffentlichte er „Subtitling for the Media – A Handbook of an Art“ und 1998 zusammen mit Mary Carroll Subtitling.
Von 1992 bis 1996 war er Mitglied der Arbeitsgruppe Language Transfer of the European Institute for the Media und 1995 einer der Gründungsmitglieder von European Association for Studies in Screen Translation (ESIST), wo er heute Vizepräsident ist. Ab 1996 ist er Beiratsmitglied von Languages & The Media, einer Tagung zu audiovisueller Translation.
Als Tagungsteilnehmer lehrte er unterschiedliche Aspekte der Medientranslation, darunter Fernsehuntertitelung an der Nordic Translators' Conference in Kopenhagen 1988, digitale Untertitelung in Istanbul (EIM) 1993 und in Strasbourg (FIT) 1995, technische Ausrüstung im Untertitelunterricht in Berlin (L&M) 1996, Werkzeuge und Ressourcen für Untertitler in Berlin (L&M) 1998, Oslo und Stockholm 1999, Guildford (GB) 2002 und Xalapa (Mexiko) 2002 sowie die Geschichte der Untertitelung in Europa in Hong Kong 2001.
Ivarsson bildete in Stockholm (SVT und am Språkcentrum), Berlin (SFB), Riga (Projekt UNDP) und in Xalapa Untertitler aus. 

## Auszeichnung
Der Jan-Ivarsson-Award wird als Auszeichnung für hervorragende Leistungen im Bereich der audiovisuellen Translation von ESIST vergeben. Der erste Würdenträger war Jan Ivarsson selbst und die Auszeichnung wurde ihm in Berlin an der Konferenz Language and the Media 2010 für sein Lebenswerk im Bereich der Untertitelung überreicht. Geehrt wurde damit vor allem der Pioniergeist, die Förderung und die Verbreitung seines Wissens zu diesem Thema der Übersetzungswissenschaften.

## Publikationen (Auswahl)
- Subtitling for the Media. A Handbook of an Art. Stockholm, Transedit 1992
- Subtitling. Simrishamn, Transedit 1998